# Dorothy Moore

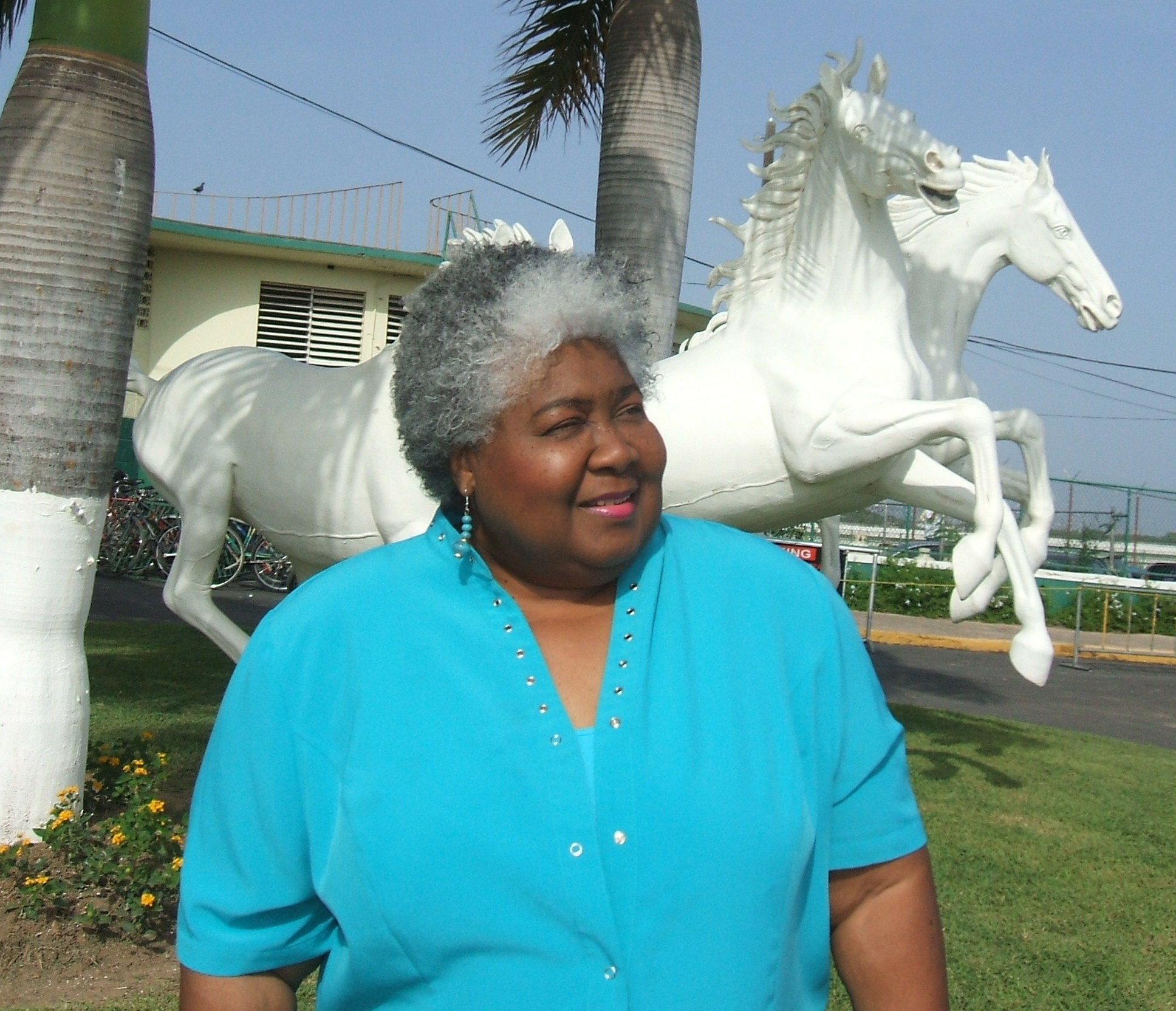
Dorothy Moore

Dorothy Moore (nascida em 13 de outubro de 1946) é uma cantora americana de blues, gospel e R&B, mais conhecida por seu hit de 1976, "Misty Blue".

## Carreira
Dorothy Moore é filha de Mary Moore e Melvin Hendrex Sênior. Seu pai se apresentou com o nome artístico de Melvin Henderson, como membro dos Five Blind Boys of Mississippi. Ela foi criada pela bisavó e começou a cantar no coral da igreja ainda jovem. Ela era integrante dos Poppies, juntamente com Petsye McCune e Rosemary Taylor, quando ainda frequentava a Universidade Jackson State. O grupo gravou para a subsidiária Date, da Epic Records, alcançando a posição 56 na parada Billboard Hot 100 em 1966, com "Lullaby of Love". Depois, gravou singles solo para as gravadoras Avco, GSF e Chimneyville.
Sua carreira decolou com diversos sucessos lançados pela gravadora Malaco Records. "Misty Blue" (1976) alcançou o número 2 na parada de R&B e o número 3 na Billboard Hot 100. "Funny How Time Slips Away" (também de 1976) alcançou a posição 7 na parada de R&B e a posição 58 na parada pop. "I Believe You" ficou em 5º lugar no R&B e em 27º na parada pop em 1977. O álbum com o mesmo nome foi avaliado retroativamente por Bil Carpenter, da AllMusic, com quatro estrelas e meia em cinco.
Após um hiato, Moore gravou um álbum gospel, Givin' It Straight to You (1986), para a gravadora Rejoice, de Nashville. O álbum incluía um cover de "What Is This". Em seguida, gravou dois álbuns para a Volt Records. Retornou para a gravadora Malaco em 1990, para quem gravou vários discos durante a década seguinte e no novo milênio.
Moore tem quatro indicações ao Grammy. Sua versão de "Misty Blue" apareceu na trilha sonora do filme Phenomenon, de 1996, e na coletânea de 2005 chamada Classic Soul Ballads.
Moore atua no Conselho Consultivo Nacional do "MS Grammy Museum", em Cleveland.
Ela foi incluída no MS Musicians Hall of Fame, recebeu o Drum Major for Justice MLK Award em 2008, o Lifetime Achievement Award do Monterey Bay Blues Festival, o James Brown Heritage Jus' Blues Award em 2009, o Blues Foundation Board of Directors Award de 2006 a 2012.
Foi indicada para dois Blues Music Awards em 2013, recebeu o Mississippi Arts Commission Achievement Award, e o MS Blues Trail Markers. Em 6 de junho de 2015, Moore foi incluída no Official Rhythm & Blues Music Hall of Fame, em Clarksdale. Moore continua a se apresentar ao vivo em eventos dentro e fora dos Estados Unidos, em 2018.

## Gravadora Farish Street
Moore fundou a gravadora Farish Street Records em 2002. O nome foi em homenagem à Farish Street, lar da música blues ao vivo e em jukebox, no bairro onde Dorothy cresceu.
Os álbuns de Moore, Please Come Home For Christmas, Gittin' Down Live, I'm Doing Alright e Blues Heart, foram lançados pela sua gravadora.

## Discografia

### Álbuns
| 1966                                                                     | Lullaby of Love (com The Poppies) | —   | —  | —  | —  | Epic          |
| 1976                                                                     | Misty Blue                        | 29  | 10 | —  | 10 | Malaco        |
| 1977                                                                     | Dorothy Moore                     | 120 | 26 | —  | —  | Malaco        |
| 1978                                                                     | Once Moore with Feeling           | —   | —  | —  | —  | Malaco        |
| 1979                                                                     | Definitely Dorothy                | —   | —  | —  | —  | Malaco        |
| 1980                                                                     | Talk to Me                        | —   | —  | —  | —  | Epic          |
| 1984                                                                     | Just Another Broken Heart         | —   | —  | —  | —  | Streetking    |
| 1986                                                                     | I'm Givin' It Straight to You     | —   | —  | 23 | —  | Rejoice       |
| 1988                                                                     | Time Out for Me                   | —   | —  | —  | —  | Volt          |
| 1989                                                                     | Winner                            | —   | —  | —  | —  | Volt          |
| 1990                                                                     | Feel the Love                     | —   | 49 | —  | —  | Malaco        |
| 1991                                                                     | Talk to Me                        | —   | —  | —  | —  | Malaco        |
| 1992                                                                     | Stay Close to Home                | —   | —  | —  | —  | Malaco        |
| 1996                                                                     | Misty Blue & Other Hits           | —   | —  | —  | —  | Malaco        |
| 1996                                                                     | More of Moore                     | —   | —  | —  | —  | Malaco        |
| 1998                                                                     | Songs to Love By                  | —   | —  | —  | —  | 601           |
| 2002                                                                     | Please Come Home for Christmas    | —   | —  | —  | —  | Farish Street |
| 2005                                                                     | I'm Doing Alright                 | —   | —  | —  | —  | Farish Street |
| 2005                                                                     | Gittin' Down Live                 | —   | —  | —  | —  | Farish Street |
| 2012                                                                     | Blues Heart                       | —   | —  | —  | —  | Farish Street |
| 2020                                                                     | I'm Happy with the One I Got Now  | —   | —  | —  | —  | Farish Street |
| "_" lançamentos que não entraram nas paradas ou lançados em outro local. |                                   |     |    |    |    |               |

### Singles
| Ano                                                                      | Música                                          | Posição nas paradas | Posição nas paradas | Posição nas paradas | Posição nas paradas | Posição nas paradas | Posição nas paradas | Posição nas paradas | Posição nas paradas | Reconhecimentos |
| Ano                                                                      | Música                                          | EUA                 | EUA AC              | EUA Dance           | EUA R&B             | AUS                 | RU                  | CAN                 | CAN AC              | Reconhecimentos |
| ------------------------------------------------------------------------ | ----------------------------------------------- | ------------------- | ------------------- | ------------------- | ------------------- | ------------------- | ------------------- | ------------------- | ------------------- | --------------- |
| 1973                                                                     | "Cry Like a Baby"                               | —                   | —                   | —                   | 79                  | —                   | —                   | —                   | —                   |                 |
| 1974                                                                     | "Don't Let Go"                                  | —                   | —                   | —                   | —                   | —                   | —                   | —                   | —                   |                 |
| 1976                                                                     | "For Old Time Sake"                             | —                   | —                   | —                   | 53                  | —                   | —                   | —                   | —                   |                 |
| 1976                                                                     | "Misty Blue"                                    | 3                   | 14                  | —                   | 2                   | 5                   | 5                   | 7                   | 4                   | - BPI: Silver   |
| 1976                                                                     | "Funny How Time Slips Away"                     | 58                  | 46                  | —                   | 7                   | —                   | 38                  | —                   | 71                  |                 |
| 1977                                                                     | "I Believe You"                                 | 27                  | 24                  | —                   | 5                   | —                   | 20                  | 13                  | 29                  |                 |
| 1977                                                                     | "We Should Really Be in Love" (Com Eddie Floyd) | —                   | —                   | —                   | 74                  | —                   | —                   | —                   | —                   |                 |
| 1978                                                                     | "1-2-3 (You and Me)"                            | —                   | —                   | —                   | 93                  | —                   | —                   | —                   | —                   |                 |
| 1978                                                                     | "Let the Music Play"                            | —                   | —                   | 32                  | 50                  | —                   | —                   | —                   | —                   |                 |
| 1978                                                                     | "Special Occasion"                              | —                   | —                   | —                   | 30                  | —                   | —                   | —                   | —                   |                 |
| 1978                                                                     | "With Pen in Hand"                              | 101                 | —                   | —                   | 12                  | —                   | —                   | —                   | —                   |                 |
| 1979                                                                     | "(We Need More) Loving Time"                    | —                   | —                   | —                   | 81                  | —                   | —                   | —                   | —                   |                 |
| 1980                                                                     | "Talk to Me"/"Every Beat in My Heart"           | —                   | —                   | —                   | 87                  | —                   | —                   | —                   | —                   |                 |
| 1980                                                                     | "Once or Twice"                                 | —                   | —                   | —                   | —                   | 52                  | —                   | —                   | —                   |                 |
| 1982                                                                     | "Whats Forever For"                             | —                   | —                   | —                   | 90                  | —                   | —                   | —                   | —                   |                 |
| 1984                                                                     | "Just Another Broken Heart"                     | —                   | —                   | 36                  | —                   | —                   | —                   | —                   | —                   |                 |
| 1991                                                                     | "All Night Blue"                                | —                   | —                   | —                   | 75                  | —                   | —                   | —                   | —                   |                 |
| "—" lançamentos que não entraram nas paradas ou lançados em outro local. |                                                 |                     |                     |                     |                     |                     |                     |                     |                     |                 |